# Roberto Calderoli

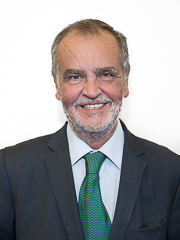
Roberto Calderoli (ca. 2018)

Roberto Calderoli (* 18. April 1956 in Bergamo) ist ein italienischer Politiker der Partei Lega Nord. Er ist seit Oktober 2022 Minister für regionale Angelegenheiten und Autonomien im Kabinett Meloni. Von 2001 bis 2022 war er Mitglied des italienischen Senats und 2001–2004, 2006–2008 sowie 2013–2022 dessen Vizepräsident. Von Juli 2004 bis Februar 2006 war Calderoli Reformminister der Regierung Berlusconi. Von Mai 2008 bis November 2011 war er im vierten Kabinett Berlusconis Minister für Vereinfachungen in der Gesetzgebung. Innerhalb Italiens, aber auch über die Grenzen hinaus, ist er bekannt für seine rassistischen und homophoben Äußerungen.

## Politischer Werdegang
Calderoli ist studierter Mediziner mit Spezialisierung auf Kiefer- und Gesichtschirurgie. Er begann seine politische Karriere in der Lega Lombarda, deren Präsident er von 1993 bis 1995 sowie nationaler Sekretär von 1995 bis 2002 war (die Lega Nord bezeichnete die einzelnen Regionen Norditaliens als „Nationen“ und die regionalen Parteiverbände wie die Lega Lombarda daher als „nationale Sektionen“).
1990 bis 1995 war er Gemeinderat in Bergamo. Von 2002 bis 2020 war er Koordinator der „nationalen“ Sekretariate der Lega Nord. Als Repräsentant der Lega Nord Padania war er von 1992 bis 2001 in der Abgeordnetenkammer vertreten und dort von 1994 bis 1996 Vorsitzender des Ausschusses für Soziales. Nach der Reform des Wahlrechts war er 1994–1996 direkt gewählter Abgeordneter des Wahlkreises Bergamo, dann bis 2001 des Wahlkreises Albino.
2001 wurde er als Vertreter des Wahlkreises Clusone–Valli in den italienischen Senat gewählt. Er amtierte als Vizepräsident des Senats bis Juli 2004. Dann übernahm er als Nachfolger von Umberto Bossi, der ins Europäische Parlament gewählt wurde, das Amt des Ministers (ohne Geschäftsbereich) für institutionelle Reformen und Devolution im Kabinett Berlusconi II. Dieses behielt er auch in Berlusconis drittem Kabinett.
Calderoli gilt als Rechtspopulist. Nach einer Reihe von Attacken gegen den Islam zeigte er sich im Februar 2006 bei einem Liveinterview im staatlichen italienischen Fernsehen mit einem T-Shirt, auf dem umstrittene Mohammed-Karikaturen abgebildet waren. Er gilt damit als Auslöser gewalttätiger Protestdemonstrationen in Libyen, bei denen nach Auseinandersetzungen mit der Polizei vor dem italienischen Konsulat in Bengasi elf Menschen starben.
Seine Kabinettskollegen, allen voran Ministerpräsident Berlusconi, drängten ihn daraufhin zum Rücktritt, den er am 18. Februar 2006 einreichte. Calderoli erklärte: „Ich kann diese schädliche Instrumentalisierung gegen mich und die Lega Nord auch von Seiten der Regierungskoalition nicht mehr zulassen. Ich trete aus Verantwortungsbewusstsein zurück, nicht wegen der Forderungen aus Regierungsallianz und Opposition.“

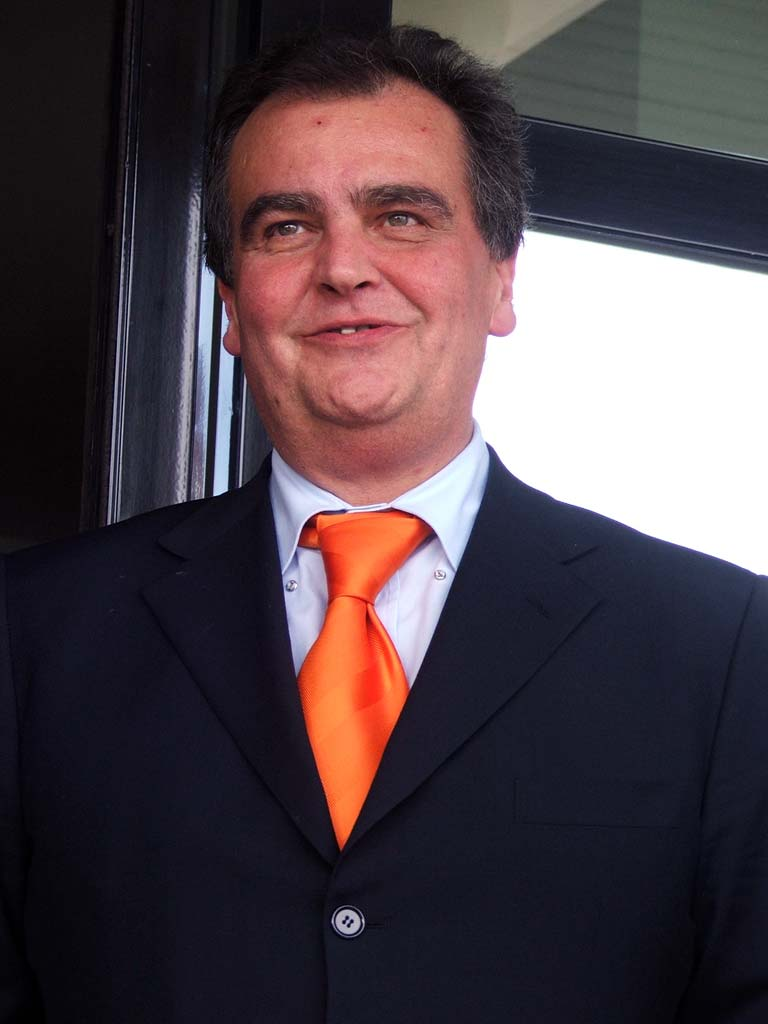
Calderoli im Jahr 2008

Nach seiner Wiederwahl als Senator – diesmal über die regionale Liste der Lega Nord in der Lombardei – war Calderoli von 2006 bis 2008 erneut Vizepräsident des Senats.
Im Juli 2006 sorgte er nach der Fußballweltmeisterschaft in Deutschland mit einer rassistischen Äußerung für Schlagzeilen, als er die Italien knapp unterlegene französische Mannschaft als „Mannschaft ohne Identität“ bezeichnete. Die französische Elf verunglimpfte er als ein Team, „das um der Ergebnisse willen die eigene Identität verloren hat, indem es Neger, Muslime und Kommunisten aufgestellt hat“. Zuvor, am 4. Mai 2006, war er zum Vizepräsidenten des Senats bestimmt worden.
Am 11. Juni 2007 nahm die Staatsanwaltschaft von Lodi Ermittlungen gegen Calderoli auf, dem Unterschlagung im Zusammenhang mit dem Bankenskandal Bancopoli zur Last gelegt worden war. Am 13. September des gleichen Jahres erklärte er sich bereit, einen sogenannten Maiale-Day (deutsch: Schweinetag) in Mailand zu organisieren. Aus Protest gegen einen geplanten Moscheebau sollte hierbei eine Herde Schweine auf das zum Bau vorgesehene Gelände getrieben werden, um es somit zu verunreinigen und unbrauchbar für die muslimische Gemeinde zu machen (im islamischen Glauben gilt das Schwein als unrein).
Im vierten Kabinett Berlusconis war Calderoli von Mai 2008 bis November 2011 wieder Minister ohne eigenes Ministerium, diesmal zuständig für Vereinfachung der Rechtsvorschriften (italienisch Semplificazione Legislativa). Eine dritte und vierte Amtszeit als Senats-Vizepräsident folgten von 2013 bis 2022. Im Oktober 2022 wurde er zum Minister (ohne Geschäftsbereich) für regionale Angelegenheiten und Autonomien im Kabinett Meloni ernannt.

## Politische Äußerungen Calderolis
Roberto Calderoli ist bekannt für seine verbalen Entgleisungen. Dieser Abschnitt stellt einige der umstrittensten Äußerungen zusammen.

### Äußerungen über Einwanderer
Calderolis Äußerungen über Einwanderer gehen von rechtspopulistischen Phrasen bis hin zu volksverhetzenden Parolen:
- «Con una salva di dietro e una davanti, le navi dei clandestini non partirebbero più![5]»

(Mit einer Salve vor den Bug und einer hinter das Boot würde kein Illegalenboot mehr den Hafen verlassen!)
- «Ci sono etnie con una maggiore propensione al lavoro e altre che ne hanno meno. Ce ne sono che hanno una maggiore predisposizione a delinquere.[6]»

(Es gibt Ethnien mit größerem Hang zur Arbeit und andere, die dazu weniger neigen. Einige haben eine größere Neigung zum Verbrechen.)

### Äußerungen über Homosexuelle
Am 15. Februar 2006, anlässlich einer Fernsehsendung zum Thema der Mohammed-Karikaturen, äußert sich Calderoli zu den Programmpunkten seiner Partei bezüglich der Themen Familie, gleichgeschlechtliche Paare und Regenbogenfamilie. Auf Anfrage des Moderators Clemente Mimun erklärt er die mögliche direkte Teilnahme Umberto Bossis an der Programmfestlegung der Partei folgendermaßen:
- «La civiltà gay ha trasformato la Padania in un ricettacolo di culattoni… Qua rischiamo di diventare un popolo di ricchioni.[7]»

(Die Schwulenkultur hat Padanien in ein Sammelbecken von Arschfickern verwandelt… Wir riskieren hier ein Volk der Schwulen zu werden.)
- «Pacs e porcherie varie hanno come base l’arido sesso e queste assurde pretese di privilegi da parte dei culattoni…[8]»

(PACS und die verschiedenen Schweinereien basieren auf gefühllosem Sex und auf diesen absurden Forderungen nach Privilegien seitens der Arschficker…)

### Beleidigung von Cécile Kyenge
2013 erklärte Calderoli auf einer Parteiveranstaltung, Integrationsministerin Cécile Kyenge, die erste italienische Ministerin afrikanischer Abstammung, habe „Ähnlichkeit mit einem Orang-Utan“. Obwohl zahlreiche Politiker seinen Rücktritt als Vizepräsident des Senats forderten, blieb seine rassistische Äußerung ohne Konsequenzen. Am 6. November erhob die Staatsanwaltschaft Bergamo Anklage wegen rassistischer Diskriminierung gegen Calderoli. 2019 wurde er für diese Äußerung zu einer Gefängnisstrafe von anderthalb Jahren verurteilt.